# 팀 브라운
티모니 터틀 팀 브라운(1938년 7월 24일 - 1989년 9월 14일)은 미국의 피겨 스케이팅 선수였다.
그는 전미국 피겨 스케이팅 선수권 대회에서 은메달을 4번 획득했고 세계 피겨 스케이팅 선수권 대회에서 은메달을 2번 획득했다.
그는 또한 1960년 동계 올림픽에 출전했다.
브라운은 또한 파트너 수잔 세보와 함께 1958년 전미국 선수권 대회에서 아이스 댄싱에 참가했고 동메달을 획득했다.
그는 1989년에 에이즈로 사망했다.

## 대회 성적
| Event            | 1957 | 1958 | 1959 | 1960 | 1961 |
| ---------------- | ---- | ---- | ---- | ---- | ---- |
| 동계 올림픽      |      |      |      | 5th  |      |
| 세계 선수권 대회 | 2nd  | 2nd  | 3rd  |      |      |